# Aufidio Lurcón
Aufidio Lurcón  fue un magistrado romano del siglo I a. C., oriundo de la ciudad itálica de Fondi. Pertenecía a la gens Aufidia.

## Vida
En 61 a. C. se desempeñó como tribuno de la plebe y como tal fue autor de la Lex Aufidia referida al funcionamiento de la Asamblea (Comitia). En su tratamiento se enfrentó con el famoso demagogo Clodio.
Poco más puede decirse: en 59 a. C., fue testigo de la defensa en el juicio político de Lucio Valerio Flaco por lo que fue llamado por Cicerón hombre honesto y buen amigo. Procesó a Sexto Clelio por su papel en los confusos sucesos en los que, tras la muerte de Clodio en pelea callejera con la banda de Milón el cadáver fue cremado en el Senado por la turba. Hizo fortuna al ser el primero en Roma en dedicarse al engorde de pavos reales para la venta.

## Parentesco con Livia
Durante mucho tiempo se tuvo a este Lurcón por el abuelo de Livia debido a un comentario de Suetonio en su biografía de Calígula: 

Llamaba a su bisabuela Livia un Ulises con faldas y en una carta al Senado osó rebajar su nacimiento diciendo que su abuelo materno no era más que un decurión de Fundi, cuando está probado por los anales públicos que Aufidio Lurcón desempeñó en Roma altos cargos.

Las inscripciones han mostrado que la madre de Livia se llamaba Alfidia y que, por tanto, Suetonio estaba en un error.